# Lysimelia phineusalis
Lysimelia phineusalis là một loài bướm đêm trong họ Erebidae.